# 朝鮮文学芸術総同盟
朝鮮文学芸術総同盟（ちょうせんぶんがくげいじゅつそうどうめい）は、朝鮮民主主義人民共和国の芸術組織。文芸総と略称される。

## 機能
北朝鮮の代表的な芸術団体として全分野の文芸活動を総括する統一的な組織である。組織は朝鮮労働党中央委員会宣伝扇動部に属する。
主要任務は対外的には北朝鮮のプロパガンダ文学と芸術を扇動することであり、本質は朝鮮労働党の主体精神路線を対南同胞に拡散及び貫徹することである。
このため北朝鮮の芸術家に対する主体思想、教養と創作に対する指導を党の恣意的な指導に基、代弁者として遂行するためのサポート体制を重視している。
また北朝鮮の作家と芸術家は朝鮮文学芸術総同盟に加入することが強制的な義務になっている。
朝鮮労働党の代表的な翼賛団体であり芸術家の登用と遂出の権限までを有しているため、文芸の各分野においてこの団体の影響力はたいへん大きい。また、傘下団体では別途の機関誌を発行している。

## 歴史
1946年3月25日、平壌で結成された北朝鮮芸術総同盟が母体。それまでは左翼系列の芸術家達も主に連合軍軍政地域であるソウルで活動し団体を結成しており、ソ軍政地域には地域団体形式で平南プロ連盟が結成された。平南プロ連盟はソ軍政地域にとどまった李箕永と韓雪野が主軸を担った。
分断が膠着化するに従い、平南プロ連盟が純粋芸術を標榜した平壌芸術文化協会と合併すると同時に全国の組織の代表的な立場として拡大し、北朝鮮芸術総同盟が出帆した。この組織は同年10月に北朝鮮文学芸術総同盟として拡大しながら傘下に文学、音楽、演劇、映画、舞踊、写真の7部門の同盟を置いた。
朝鮮戦争後にソウルで活動した左翼芸術家達が越北し彼らと統合する形式を経て1951年、朝鮮文学芸術総同盟という名称に改名する。このとき、南朝鮮労働党系列が流入したが1953年の南労働党の大粛清のときの影響を受け、全国作家芸術大会を通して大きく縮小した。傘下に朝鮮作家同盟、朝鮮美術家同盟、朝鮮作曲家同盟のみを残し、他の団体は解体された。
現在の組織は南朝鮮労働党の粛清が一段落した後の1961年3月に再結成されたものである。既存の7部門の同盟である朝鮮作家同盟、朝鮮音楽家同盟、朝鮮美術家同盟、朝鮮舞踊家同盟、朝鮮演劇人同盟、朝鮮映画人同盟、朝鮮写真家同盟に1970年、朝鮮作曲家同盟が追加された。